# Glauco Natoli
Glauco Natòli (Teramo, 15 febbraio 1908 – Firenze, 26 novembre 1965) è stato un critico letterario e poeta italiano.

## Biografia
Dopo aver conseguito la laurea in giurisprudenza all'università "La Sapienza" di Roma, si laureò successivamente in lettere nella stessa università, dove fu allievo di Pietro Paolo Trompeo ed ebbe rapporti amicali con Enrico Falqui. Durante il suo soggiorno a Messina, fu tra i primi a ravvisare il talento di Salvatore Quasimodo, il «poeta a cui Natoli dovette sentirsi più affine, specialmente agli inizi». Dal 1930, pubblicò le sue prime poesie giovanili e alcune recensioni sulle riviste «Circoli» e «Solaria».
Nel 1933, insegnò come lettore di lingua italiana all'università di Strasburgo e, negli anni seguenti fino al 1950, nelle università di Rennes e Parigi. In questa città, dopo la disfatta della Francia nella seconda guerra mondiale, visse in clandestinità tra il 1943 e il 1944. Al suo ritorno in Italia, fu professore ordinario di lingua e letteratura francese nel Magistero di Firenze e nella facoltà di lettere della stessa università, oltre che nella Scuola normale superiore di Pisa, fino al 1959. In quell'anno lasciò definitivamente l'insegnamento, per gravi motivi di salute.
La limitata produzione poetica di Natoli (Risveglio ed altri versi, 1934, e Poesia, 1939) risulta concentrata negli anni Trenta; essa perciò, tranne qualche successiva lirica isolata, ebbe conclusione con l'inizio del secondo conflitto mondiale. Profondo conoscitore della letteratura francese contemporanea, la sua attività di critico letterario si espresse già significativamente con un famoso saggio su Stendhal (1936). Per questo lavoro gli fu preziosa la guida di Trompeo, «uno dei migliori conoscitori di Stendhal in Italia».
I suoi interessi critici furono peraltro estesi a vari altri rappresentativi autori francesi: da François-René de Chateaubriand a Marcel Proust, da Victor Hugo a Charles Baudelaire. Tra i suoi autori più frequentati è da annoverare André Gide, sul quale Natoli espresse «uno dei giudizi più equilibrati». Tra i meriti del francesista, non va trascurata la ricerca di un atteggiamento nuovo e più inclusivo nei confronti delle avanguardie del Novecento: «Era convinto che delle rivolte e delle avanguardie letterarie e artistiche del Novecento certe linfe erano ormai disseccate, ma altre dovevano entrare nella maturazione di una nuova cultura».

## Opere
- Risveglio e altri versi, Firenze, 1934.
- Stendhal. Saggio biografico-critico, Bari, Laterza, 1936.
- Poesia, Firenze, Parenti, 1939.
- Scrittori francesi. Situazioni ed aspetti, Firenze, La Nuova Italia, 1950.
- Figure e problemi della cultura francese, Firenze-Messina, D'Anna, 1953.
- Marcel Proust e altri saggi, Napoli, Edizioni scientifiche italiane, 1968.

(Questa edizione postuma contiene anche una bibliografia degli scritti di Glauco Natoli, a cura di Carlo Cordié).